# Villa Clausnitzer

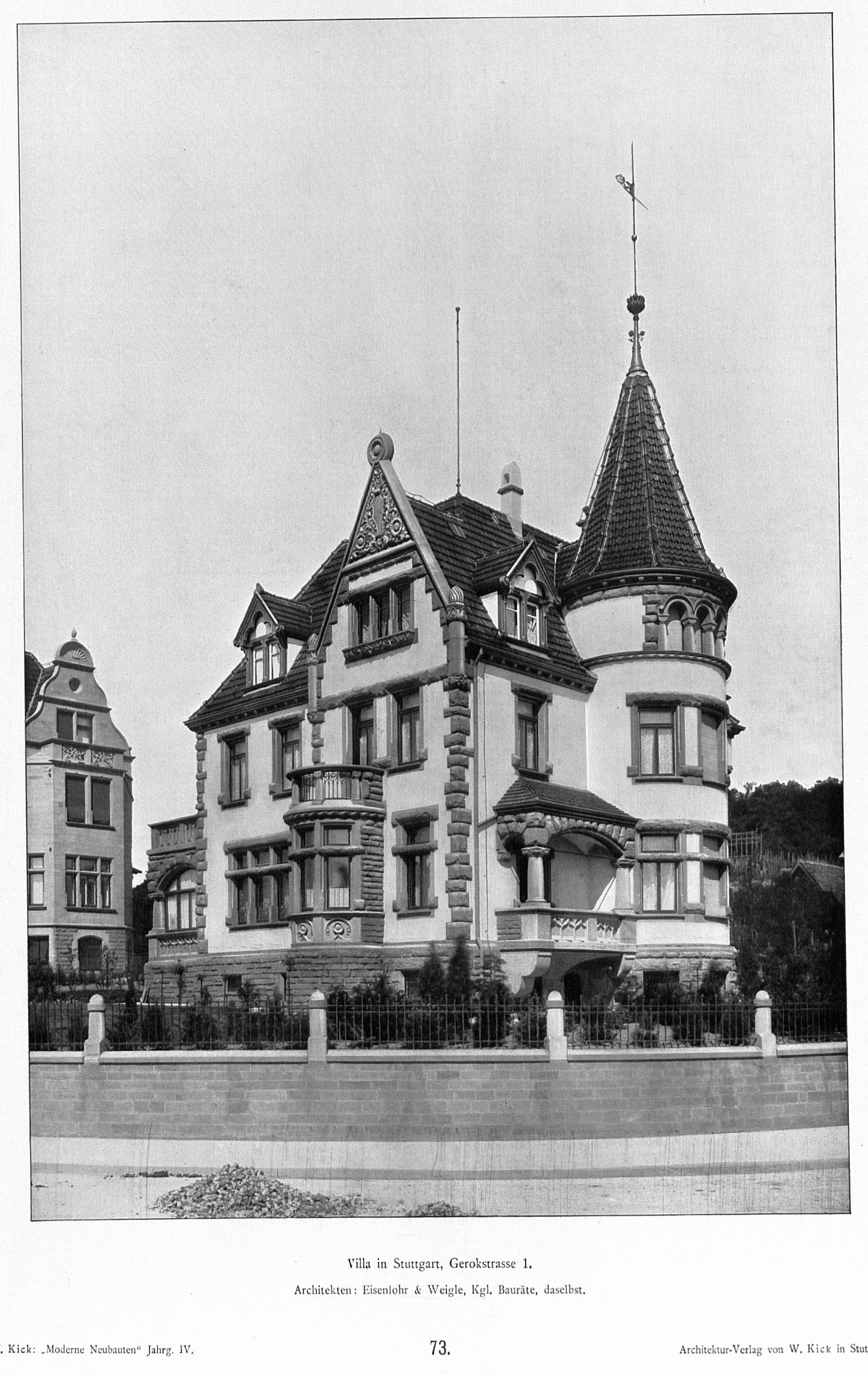
Villa Clausnitzer, 1898

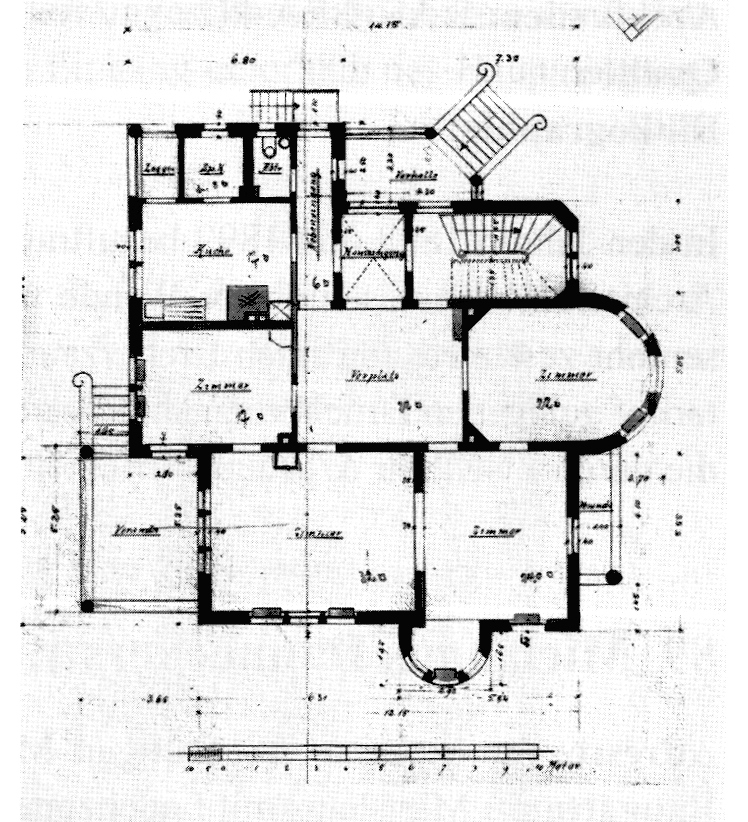
Grundriss

Die Villa Clausnitzer war eine Villa in Stuttgart, Gerokstraße 1. Das Gebäude wurde nach dem Zweiten Weltkrieg für den Neubau eines Verwaltungsgebäudes abgebrochen.

## Beschreibung
1898 errichteten die Stuttgarter Architekten Ludwig Eisenlohr und Carl Weigle die Villa Clausnitzer mit ornamentalem Schmuck im Stil der Neuromanik, Neugotik und der Neurenaissance. Bauherr war der Stuttgarter Regierungsrat Karl Clausnitzer. Der Grundriss war asymmetrisch. Die Fassaden waren mit Gesimsen, Lisenen, Fenster- und Türeinfassungen aus rotem Sandstein versehen. Die übrigen Flächen waren weiß verputzt. Das Sockelgeschoss hatte eine Rustikaquaderung. Auch die Loggia, der Standerker und der Balkon zeigten rustizierte Quader, was ihnen einen wehrhaften Charakter verlieh. Verstärkt wurde dieser Eindruck durch den stämmigen, runden Turm, der einem burgähnlichen Wehrturm glich. Die Villa überstand unbeschädigt den Zweiten Weltkrieg und war noch in den 1950er Jahren bewohnt.